# CA Huracán
Club Atlético Huracán is een Argentijnse voetbalclub uit Buenos Aires. De eeuwige rivaal van de club is San Lorenzo.

## Geschiedenis

### Amateurtijdperk

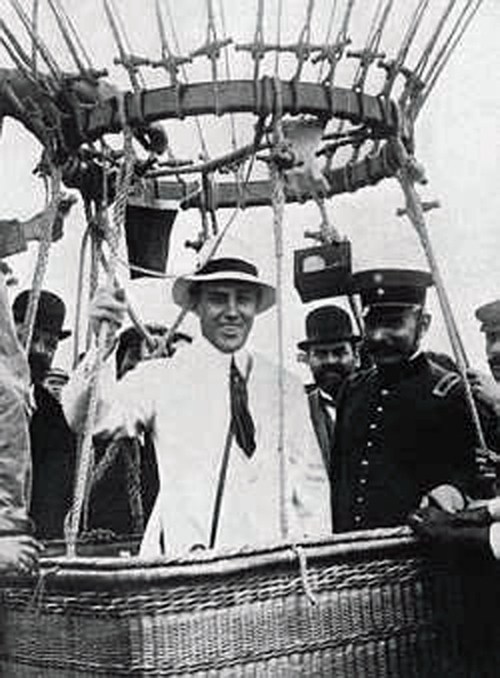
De ballon van Jorge Newbery was de inspiratie voor het embleem van de club.

Een groep jongeren uit Nueva Pompeya, een wijk uit Buenos Aires, richtten de club Verde Esperanza y Nunca Pierde op. De jongeren gingen naar een winkel om een stempel te kopen met de clubnaam. De winkeleigenaar stelde voor om een andere naam aan te nemen omdat de naam nogal lang was. Aan de muur in de winkel hing een kalender met de inscriptie El Huracán, waar de jongen uiteindelijk hun inspiratie vandaan haalden. Club Atlético Huracán werd officieel opgericht op 1 november 1908. Het embleem van de club is een ballon, ter ere van Argentijnse vliegpionier Jorge Newbery.

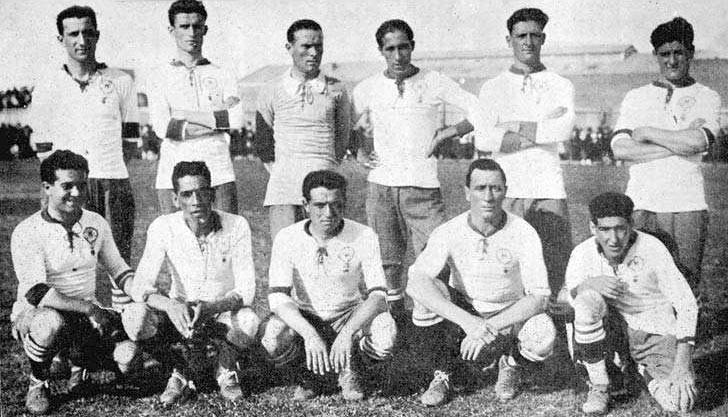
Elftal dat kampioen werd in 1921.

In 1912 werd de club lid van de voetbalbond en begon in de derde klasse. Twee jaar later opende de poort naar de hoogste klasse. De club eindigde de eerste jaren in de betere middenmoot en in 1917 samen met Boca Juniors op de derde plaats. De afstand met kampioen Racing Club bedroeg zeven punten. Drie jaar later werd de club samen met CA Banfield vicekampioen, nu met twaalf punten achterstand op kampioen Boca. Door een splitsing bij de bond waren er in deze tijd twee competities, waardoor Huracán enkele zwaargewichten als Racing Club en River Plate ontliep, al had het nog wel Boca Juniors in de reeks. In 1921 werd de club kampioen. Ze verloor dat seizoen één wedstrijd. Het volgende seizoen kon de club de titel verlengen.
In 1923 speelden Boca en Huracán de hoofdrol in de competitie en beide clubs eindigden eerste met 51 punten, dertien meer dan eerste achtervolger Sportivo Barracas. In de play-off die de titel moest bepalen verloor de club van Boca. Nadat de club het jaar erop een teleurstellende zevende plaats behaalde eindigden ze in 1925 alweer gedeeld eerste, nu met CA Nueva Chicago. Er kwam een play-off waarin Nueva Chicago al na vier minuten op voorsprong kwam. Guillermo Stábile maakte in de 63ste minuut gelijk. Omdat Nueva Chicago geen verlengingen wilde spelen kreeg Huracán de titel toebedeeld. Na twee subtoplaatsen volgde een nieuwe titel in 1928. De volgende twee jaar eindigde de club slechts in de middenmoot.

### Proftijdperk
In 1931 werd het profvoetbal ingevoerd in Argentinië. De amateurcompetitie bleef nog tot 1934 bestaan, maar Huracán koos meteen voor het profvoetbal. In het eerste seizoen eindigde de club achtste. Herminio Masantonio scoorde dat seizoen 23 keer voor de club. Hij speelde bijna zijn hele carrière voor de club en scoorde 254 keer. De topjaren van de club waren voorbij en pas in 1939, liet de club zich nog eens opmerken toen ze samen met River Plate tweede eindigden achter CA Independiente. Het volgende seizoen werd nog de vierde plaats bereikt. Huracán bleef enkele jaren in de subtop, maar zakte dan weer naar de middenmoot. Eind jaren veertig speelden Alfredo Di Stéfano en Adolfo Pedernera kort voor de club. In 1949 nam de club het huidige stadion in gebruik in de wijk Parque Patricios. Datzelfde jaar wenkte de degradatie want de club eindigde samen met CA Lanús laatste en er kwam een play-off. Huracán won eerst met 1-0, maar kreeg dan een flink pak rammel en werd met 4-1 verslagen. Omdat het aantal doelpunten niet telde kwam er een derde wedstrijd, die op 3-3 eindigde. De vierde wedstrijd won de club waardoor ze in de hoogste klasse konden blijven. Een jaar later moest de club opnieuw via play-off het behoud veilig stellen, deze keer werd CA Tigre in twee wedstrijden opzij gezet. Het jaar erna werd de club veertiende, maar in 1952 ging het weer beter met een gedeelde derde plaats met Independiente. Eduardo Ricagni was met 28 goals zelfs topschutter. Hierna werd de club een middenmoter en eindigde wisselend in de lagere en betere middenmoot. In 1965 werd de club slechts twaalfde, maar Eladio Zárate werd met 18 goals net geen topschutter.

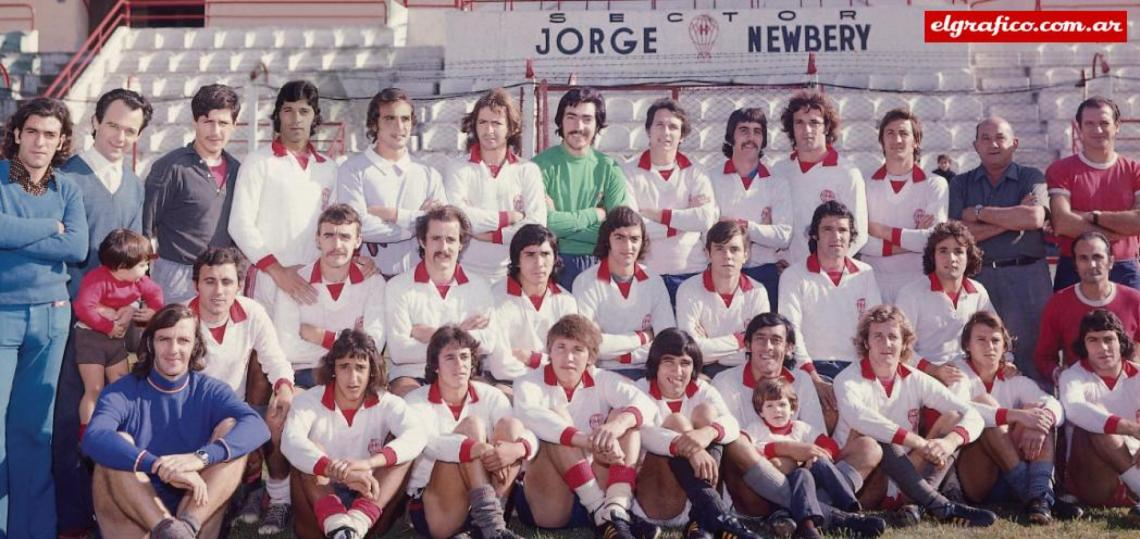
Team van 1973

Vanaf 1967 werd de competitie gewijzigd en kwamen er twee kampioenschappen, de Metropolitano en Nacional. Ondanks enkele goalgetters zoals Alfredo Obberti en Araquem de Melo kon de club geen resultaten boeken. In 1972 werd César Luis Menotti coach van de club en onder zijn leiding ging het eindelijk beter. Met spelers als Alfio Basile, Jorge Carrascosa, Miguel Ángel Brindisi, Omar Larrosa, Roque Avallay en Carlos Babington eindigde de club in de Metropolitano van 1972 derde en had met Brindisi en Avallay de twee topschutters van de competitie in de rangen. Een jaar later won de club zelfs de Metroplitano en plaatste zich voor het eerst voor de Copa Libertadores. De club eindigde samen met Rosario Central eerste, maar had een beter doelsaldo en ging naar de tweede groepsfase, waar ze de duimen moesten leggen voor Independiente en CA Peñarol. Het team van 1973 met onder meer Brindisi, Babington en René Houseman wordt gezien als het beste team ooit van de club.
De club bleef meedoen met de topclubs de volgende jaren maar kon geen titel winnen, wel de tweede plaats in de Metropolitano van 1975 en 1976. De spelers Osvaldo Ardiles en Héctor Baley wonnen met het nationale elftal in 1978 het WK in eigen land. Begin jaren tachtig ging het langzaam bergaf met de club. In 1985 werd de competitie hervormd en kwam er een seizoen naar Europees model. Huracán eindigde dertiende op negentien clubs, maar degradatie werd bepaald over drie seizoenen en daarin had de club op Chacarita Juniors na het slechtste gemiddelde. De club moest met zeven tweedeklassers een toernooi spelen om het behoud. Nadat de club CA Lanús en CA Los Andes uitschakelde kwamen ze in de finale tegenover Deportivo Italiano te staan. De club verloor eerst uit met 1-0 en won dan thuis met 2-1 en verloor dan na strafschoppen en degradeerde zo voor de eerste keer uit de hoogste klasse.
Het duurde tot 1990 vooraleer de club zijn rentree kon maken. De competitie werd opnieuw hervormd en had nu een Apertura en Clausura-toernooi. De club eindigde al meteen in de betere middenmoot en onder leiding van Héctor Cúper eindigde de club in de Clausura van 1994, met slechts één punt achter op Independiente, als vicekampioen. De volgende jaren ging het weer bergaf en eindigde de club vaker bij de laatste vijf. In 1999 volgde een nieuwe degradatie. De club kon nu meteen terugkeren en eindigde twee keer in de middenmoot. De voorlaatste plaats van de Apertura van 2001 werd gevolgd door een vierde plaats in de Clausura van 2002. Het volgende seizoen werd de club echter in beide kampioenschappen laatste en degradeerde andermaal.
In 2007 werd de club kampioen en keerde zo na vier seizoenen terug naar de Primera División. In de Clausura van 2009 streed de club op de laatste speeldag met Vélez Sarsfield om de titel, Vélez telde één punt minder dus een gelijkspel volstond. De scheidsrechter keurde onterecht een goal van Eduardo Domínguez af bij 0-0 stand en nadat Maximiliano Moralez scoorde voor Vélez wonnen zij de titel. Enkele bekende spelers waren Mario Bolatti, Javier Pastore en Matías Defederico. Na dit hoogtepunt gingen de resultaten weer steil naar beneden en in 2011 volgde een nieuwe degradatie.
In 2014 eindigde de club op de derde plaats die recht gaf op promotie samen met CA Independiente. De club had een beter doelsaldo maar er kwam een play-off om de promotie te bepalen en Huracán verloor.

## Erelijst
- Landskampioen

1921, 1922, 1925, 1928, 1973 (M)
- Copa Argentina

2014

## Bekende (oud-)spelers
- Norberto Conde
- Mariano Bombarda
- Juan Bautista Villalba

Aldosivi ·
Argentinos Juniors · 
Arsenal · 
Banfield ·  
Boca Juniors · 
Central Córdoba (SdE) · 
Colón · 
Defensa y Justicia · 
Estudiantes · 
Gimnasia La Plata · 
Godoy Cruz · 
Huracán · 
Independiente · 
Lanús · 
Newell’s Old Boys · 
Patronato · 
Racing Club · 
River Plate · 
Rosario Central · 
San Lorenzo · 
Talleres · 
Tucumán · 
Unión · 
Vélez Sarsfield